# Bad Gleichenberg
Bad Gleichenberg  är en ort och  kommun i distriktet Südoststeiermark i förbundslandet Steiermark i Österrike. 
Kommunen består av elva orter (Ortschaften) (inom parentes invånarantal 1 januari 2024):

- Bad Gleichenberg (1 593)
- Bairisch Kölldorf (977)
- Gleichenberg Dorf (624)
- Haag (170)
- Hofstätten (109)
- Klausen (158)
- Merkendorf (379)
- Steinbach (207)
- Trautmannsdorf (698)
- Waldsberg (208)
- Wilhelmsdorf (104)

Kommunen fick sin nuvarande form den 1 januari 2015 genom en sammanslagning av kommunerna Bad Gleichenberg, Bairisch Kölldorf, Merkendorf och Trautmannsdorf in Oststeiermark.